# 三洲田
三洲田是中国广东省深圳市盐田区东北部的一个地名，位于盐田区梅沙街道的大小梅沙与坪山区之间。该处有三洲田水库、创办于1991年的三洲田茶场等单位。这里的马峦瀑布是深圳市最大的瀑布群。2005年，考古人员在此发现了东周时期遗址。
1900年，革命党人在该地举行了惠州起义。1903年三洲田义冢在此建立。